# Edward Lovett Pearce
Edward Lovett Pearce (* 1699 im County Meath, Irland; † 7. Dezember 1733 in Dublin) war ein irischer Architekt und der Hauptvertreter des Palladianismus. 

## Leben
1699 wurde Pearce als einziges Kind des britischen Generals Edward Pearce im County Meath geboren. Er erhielt von John Vanbrugh, einem Cousin seines Vaters, Unterricht. Er trat mit 17 in die Armee ein und wurde Kornett bei den 7th Dragoon Guards.
Ab 1722 studierte Pearce Architektur und reiste nach Frankreich und Italien. In Florenz traf er auf Alessandro Galilei, der am Castletown House arbeitete.
1724 ließ er sich in Dublin nieder und arbeitete als Architekt. 1725 übernahm er die Bauüberwachung für Castletown House.
Wenig später sorgte er für den Entwurf und die Bauausführung von Bellamont House in Cootehill.
1727 entwarf er als Erinnerung an eine Hungersnot den Stillorgan Obelisk mit einer Höhe von ca. 30 Metern. 
Noch im selben Jahr wurde Pearce in das irische House of Commons gewählt. Der Sprecher, William Conolly, zugleich Bauherr von Castletown House, veranlasste den Bau eines neuen Parlamentsgebäudes, das Pearce dann entwerfen und ausführen sollte. Vom Parliament House in Dublin findet sich nur noch der Gebäudeteil des House of Lords. Der andere Gebäudeteil brannte 1792 ab.
1730 entwarf er den Cashel Palace als Sitz des anglikanischen Erzbischofs Theophilus Bolton von Cashel. Heute wird das Gebäude als Cashel Palace Hotel genutzt. 
Pearce wurde 1732 in den Ritterstand erhoben.
1733 folgte der Bau von Desart Court für John Cuffe, 1. Baron Desart. 1923 wurde das Gebäude durch die IRA niedergebrannt.
Ende 1733 erlitt er eine Blutvergiftung und starb wenig später. Pearce ließ seine Frau und die vier Kinder zurück. 

## Bauten

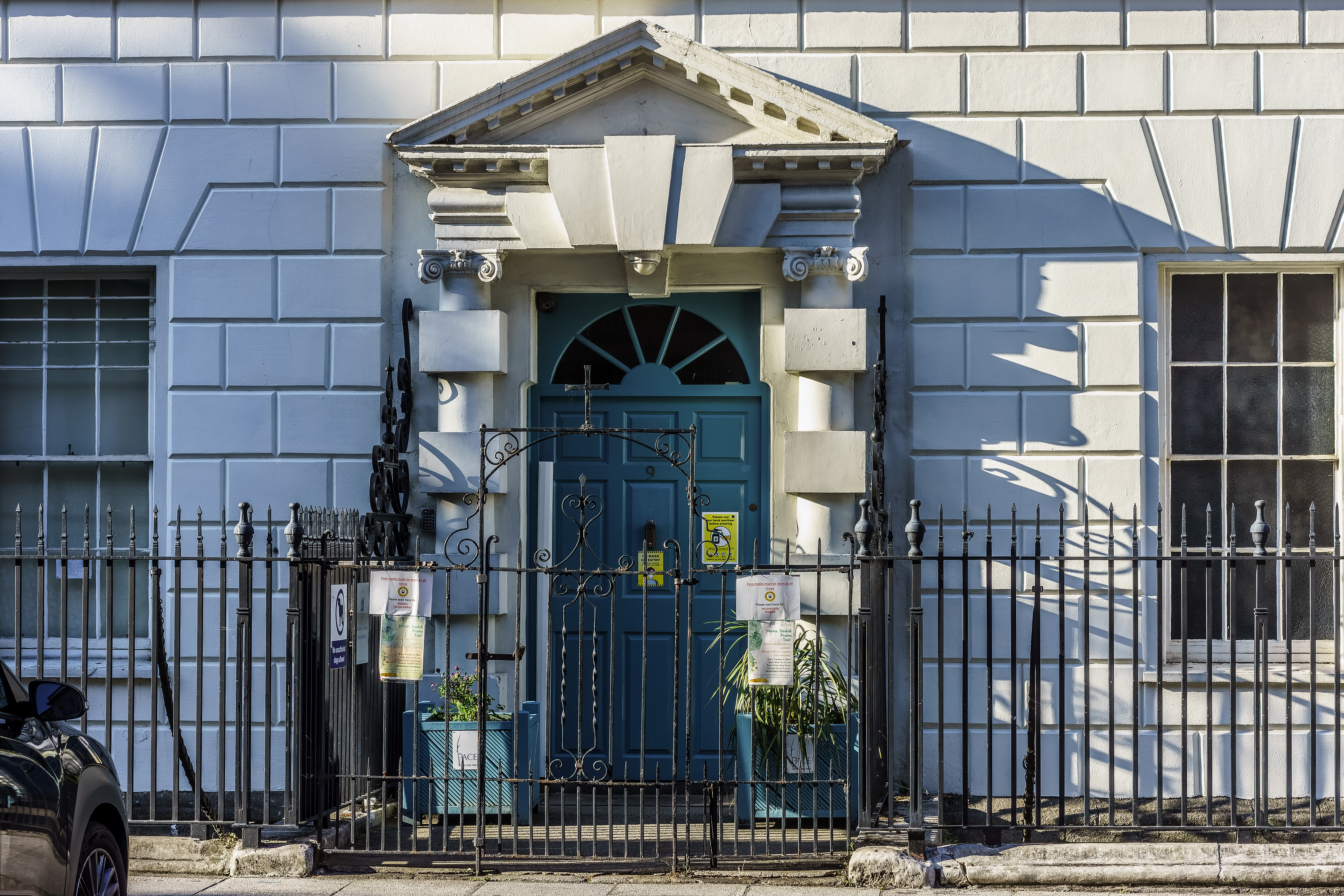
9 Henrietta Street in Dublin

Unter den Bauten Pearces sind folgende:
- Ställe des Dartrey Estate
- Deanery House bei der Fishamble Street (1886 abgebrochen)[2][3]
- Gloster House, Brosna, County Offaly[4]
- Woodlands House in Clonshaugh[5]
- Drumcondra House[6]
- 9 und 10 Henrietta Street und weitere Häuser der Straße in Dublin[7]
- Summerhill House, County Meath
- Shadwell Court, Norfolk, England (1727–29)